# 연못박쥐
연못박쥐(Myotis dasycneme)는 애기박쥐과 윗수염박쥐속에 속하는 박쥐이다. 프랑스부터 러시아와 카자흐스탄까지의 유럽에서 발견된다.

## 특징
중간 크기의 박쥐로 윗수염박쥐속에 속하는 박쥐 중에서 현저하게 짧은 이주를 갖고 있다. 털은 굵고 피부 쪽은 검은색과 갈색을 띠며, 등 쪽은 갈색빛 또는 누르스름한 회색이고 배 쪽은 흰색-회색 또는 노랑-회색이다.

## 서식지
여름에는 물가 지역과 목초지, 삼림이 있는 저지대 지역의 둥지에 살며, 겨울에는 산악 지역의 구릉 지대에서 서식한다. 해발 1000m 높이에서 발견된 기록이 있지만, 겨울에는 보통 해발 300m 이상에서 발견되지 않는다. 여름에는 보통 지붕 위나 교회 탑 등에서 서식하며, 나무 구멍 속에서 발견되기도 한다.

## 생식
암컷은 두 살이 되면 성적을 성숙해진다. 짝짓기 철은 8월말에 시작되며 40~400마리의 암컷이 모여 새끼를 돌보지만 수컷은 거의 없다. 기록된 최대 수명은 19년이다.

## 사냥
연못박쥐 대부분은 해질녘 늦게 사냥을 나가고 저녁 또는 아침 일찍 1~2번 먹이를 구한다. 사냥은 물 위와 목초지, 삼림 가장자리에서 하고, 빠르고 능숙한 비행을 한다.(때로는 물 위 5~10cm 위에서 비행한다.) 먹이는 물 표면에서 잡히는 모기와 나방 등 곤충이다.